# Гута-Перейма
Гута-Перейма (укр. Гута-Перейма) — село, входит в Немовичский сельский совет Сарненского района Ровненской области Украины.
Население по переписи 2001 года составляло 98 человек. Почтовый индекс — 34540. Телефонный код — 3655. Код КОАТУУ — 5625485402.

## Местный совет
34540, Ровненская обл., Сарненский р-н, с. Немовичи, ул. Советская, 4.